# Fredede bygninger i Billund Kommune
Denne liste over fredede bygninger i Billund Kommune viser alle fredede bygninger i Billund Kommune, bortset fra kirker. Listen bygger på data fra Kulturarvsstyrelsen.
| Sagsnavn  | Komplekstype | Opførelsesår | Adresse                      | Koordinater                                 | Fredningsår (1. fredning) | ID (Link til Kulturarv.dk) | Billede     |
| --------- | ------------ | ------------ | ---------------------------- | ------------------------------------------- | ------------------------- | -------------------------- | ----------- |
| Gyttegård | Hovedbygning | 1916         | Billundvej 47, 7250 Hejnsvig | 55°42′36″N 9°02′14″Ø / 55.71009°N 9.03734°Ø |                           | 530-10689-1                | Upload foto |